# Tuberolabium latriniforme
Tuberolabium latriniforme är en orkidéart som beskrevs av P.O'byrne och Jaap J. Vermeulen. Tuberolabium latriniforme ingår i släktet Tuberolabium och familjen orkidéer.
Artens utbredningsområde är Sulawesi. Inga underarter finns listade i Catalogue of Life.